# Jean-Claude Ruiz
Pour les articles homonymes, voir Ruiz.
Jean-Claude Ruiz est un boxeur français né le 30 novembre 1954 à Flers dans l'Orne et mort le 21 février 2021 à Rouen,.

## Carrière
La carrière amateur de Jean-Claude Ruiz est marquée par une médaille de bronze aux championnats du monde de Belgrade en 1978 dans la catégorie des poids super-légers. Il est la même année sacré champion de France amateur de la catégorie. Il a aussi participé aux jeux olympiques de Montréal 1976 mais s'est incliné dès le premier tour face au roumain Calistrat Cuțov.